# Kiebitzreihe
Kiebitzreihe település Németországban, Schleswig-Holstein tartományban. Lakosainak száma 2218 fő (2023. december 31.).

## Népesség
A település népességének változása:
| Lakosok száma | 1835 | 2169 | 2172 | 2199 | 2206 | 2218 |
|               | 1975 | 2017 | 2019 | 2021 | 2022 | 2023 |